# Следственные действия
Следственное действие — предусмотренные и строго регламентированные уголовно-процессуальным законом, обеспеченные силой государственного принуждения действия уполномоченных лиц, направленные на сбор и проверку доказательств по уголовному делу.

## Общие условия производства следственных действий
От иных процессуальных действий следственные действия отличаются своим познавательным и удостоверительным аспектами (а также поисковым аспектом, однако данный аспект присущ не всем следственным действиям).
В России следственные действия, по общему правилу, производит следователь либо дознаватель. Кроме того, их вправе осуществлять управомоченные на проведение отдельных процессуальных действий работники правоохранительных органов, осуществляющие оперативно-розыскную деятельность. Большинство (но не все) следственных действий может быть произведено и в судебном следствии самим судом либо приглашенным в суд специалистом (освидетельствование).
Такие следственные действия, как эксгумация, освидетельствование, обыск и выемка производятся на основании постановления следователя (дознавателя).
Производство следственного действия в ночное время не допускается, за исключением случаев, не терпящих отлагательства. При производстве следственных действий недопустимо применение насилия, угроз и иных незаконных мер, а равно создание опасности для жизни и здоровья участвующих в них лиц.
При производстве следственных действий могут применяться технические средства и способы обнаружения, фиксации и изъятия следов преступления и вещественных доказательств.
Следователь вправе привлечь к участию в следственном действии специалиста, эксперта, переводчика, а также должностное лицо органа, осуществляющего оперативно-розыскную деятельность.

## Виды следственных действий

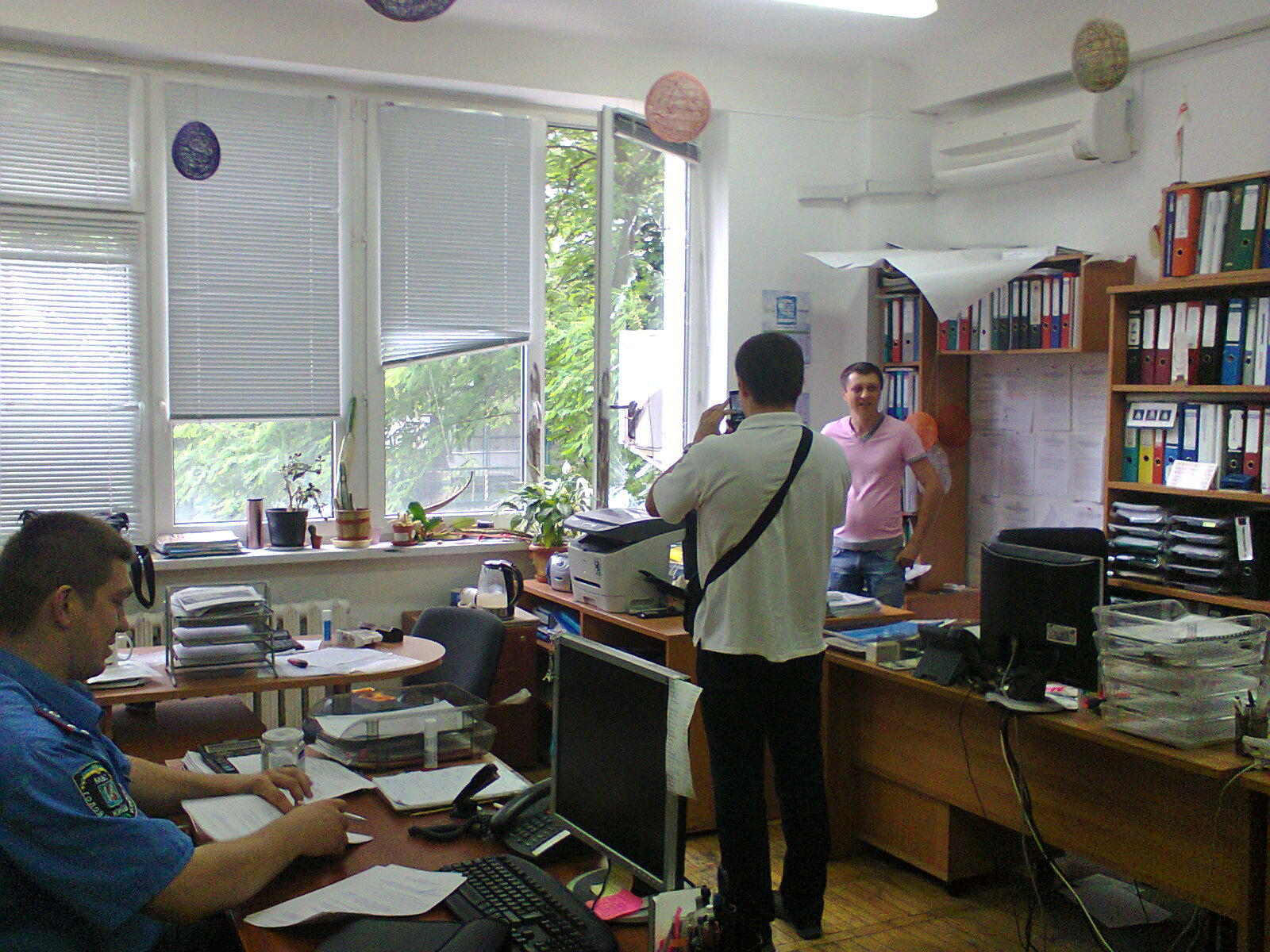
Осмотр места преступления
(кража со взломом)

УПК РФ не содержит исчерпывающего перечня следственных действий, поэтому отнесение некоторых действий к числу следственных спорно.
Традиционно к следственным действиям причисляются:
- допрос (подозреваемого, обвиняемого, свидетеля, потерпевшего, эксперта, специалиста, понятого)
- очная ставка
- обыск
- выемка
- осмотр
- освидетельствование
- контроль и запись переговоров
- получение информации о соединениях между абонентами и (или) абонентскими устройствами
- опознание
- следственный эксперимент
- проверка показаний на месте
- наложение ареста на почтово-телеграфную корреспонденцию
- назначение судебной экспертизы
- эксгумация с последующим осмотром трупа

Не принято причислять к следственным такие действия, как:
- задержание подозреваемого (относится к мерам процессуального принуждения)
- само производство судебной экспертизы (производится не следователем/дознавателем, а судебным экспертом)
- получение образцов для сравнительного исследования (не имеет познавательного аспекта)
- наложение ареста на имущество

## Судебное разрешение на производство следственных действий
Судебной санкции требует производство следующих следственных действий:
- осмотр жилища при отсутствии согласия проживающих в нем лиц
- обыск и (или) выемка в жилище
- обыск в служебном помещения адвоката или адвокатского образования[6]
- выемка заложенной или сданной на хранение в ломбард вещи
- выемка предметов и документов, содержащих государственную или иную охраняемую федеральным законом тайну, а также предметов и документов, содержащих информацию о вкладах и счетах граждан в банках и иных кредитных организациях
- наложение ареста на корреспонденцию, разрешении на её осмотр и выемку в учреждениях связи
- контроль и запись телефонных и иных переговоров
- получение информации о соединениях между абонентами и (или) абонентскими устройствами
- эксгумация - в случае, если близкие родственники или родственники покойного возражают против эксгумации[7]
- получение сведений о расчетном счете в банке.

Для получения судебной санкции следователь с согласия руководителя следственного органа, а дознаватель с согласия прокурора возбуждает перед судом ходатайство о производстве следственного действия, о чем выносится постановление.
Ходатайство о производстве следственного действия подлежит рассмотрению единолично судьей районного суда или военного суда соответствующего уровня по месту производства предварительного следствия или производства следственного действия не позднее 24 часов с момента поступления указанного ходатайства. В судебном заседании вправе участвовать прокурор, следователь и дознаватель.
В исключительных случаях, когда производство осмотра жилища, обыска и выемки в жилище, личного обыска, а также выемки заложенной или сданной на хранение в ломбард вещи не терпит отлагательства, эти следственные действия могут быть произведены на основании постановления следователя или дознавателя без получения судебного решения. В этом случае следователь или дознаватель в течение 24 часов с момента начала производства следственного действия уведомляет судью и прокурора о производстве следственного действия. К уведомлению прилагаются копии постановления о производстве следственного действия и протокола следственного действия для проверки законности решения о его производстве. Получив указанное уведомление, судья в течение 24 часов проверяет законность произведенного следственного действия и выносит постановление о его законности или незаконности. В случае, если судья признает произведенное следственное действие незаконным, все доказательства, полученные в ходе такого следственного действия, признаются недопустимыми.

## Протокол следственного действия
Форма и содержание протокола регламентированы статьями 166-167 УПК РФ.
Два важных требования, предъявляемых к протоколу:
- адекватность — в протоколе должны быть точно и полностью описаны все детали произведенного действия
- безотлагательность — протокол следственного действия составляется в ходе следственного действия или непосредственно после его окончания.

Протокол может быть написан от руки или изготовлен с помощью технических средств. Стенограмма и стенографическая запись, фотоснимки, материалы аудио- и видеозаписи являются приложением к протоколу и хранятся при уголовном деле.
Вводная часть протокола включает следующие сведения:
- место и дату производства следственного действия, время его начала и окончания с точностью до минуты;
- должность, фамилию и инициалы лица, составившего протокол;
- ФИО каждого лица, участвовавшего в следственном действии, а в необходимых случаях его адрес и другие данные о его личности;
- технические средства, примененные при производстве следственного действия, условия и порядок их использования;
- отметку о том, что лица, участвующие в следственном действии, были заранее предупреждены о применении при производстве следственного действия технических средств (в некоторых случаях также и о согласии этих лиц — например, при фото-/видеосъёмке освидетельствования с обнажением);
- отметку о том, что лицам, участвующим в следственном действии, разъяснены их права и обязанности и условия его проведения, удостоверенную подписью этих лиц.

Содержательная часть протокола описывает процессуальные действия в том порядке, в каком они производились, выявленные при их производстве существенные для данного уголовного дела обстоятельства, обнаруженные/предъявленные при производстве следственного действия предметы и документы, сведения об их изъятии и упаковке для последующего исследования, а также включает заявления, пояснения и показания лиц, участвовавших в следственном действии.
Протокол предъявляется для ознакомления всем лицам, участвовавшим в следственном действии. При этом указанным лицам разъясняется их право делать подлежащие внесению в протокол замечания о его дополнении и уточнении. Все внесенные замечания о дополнении и уточнении протокола должны быть оговорены и удостоверены подписями этих лиц.
Удостоверительная часть протокола включает подписи следователя/дознавателя и лиц, участвовавших в следственном действии.
В случае отказа лица, участвующего в следственном действии, подписать протокол следователь/дознаватель вносит в него соответствующую запись, которая удостоверяется подписью следователя, а также подписями защитника, законного представителя, представителя или понятых, если они участвуют в следственном действии. Лицу, отказавшемуся подписать протокол, должна быть предоставлена возможность дать объяснение причин отказа, которое заносится в данный протокол.
Исключением является такой участник, как понятой. В случае участия в следственном действии понятых отказ хотя бы одного понятого подписать протокол не может быть удостоверен подписями иных участников следственного действия. Отсутствие подписи понятого влечёт безусловное признание протокола следственного действия недопустимым доказательством.
Если подозреваемый, обвиняемый, потерпевший или свидетель в силу физических недостатков или состояния здоровья не может подписать протокол, то ознакомление этого лица с текстом протокола производится в присутствии защитника, законного представителя, представителя или понятых, которые подтверждают своими подписями содержание протокола и факт невозможности его подписания.
К протоколу прилагаются фотоснимки, киноленты, диапозитивы, фонограммы, видеозаписи, чертежи, планы, схемы, слепки и оттиски следов, выполненные при производстве следственного действия, а также электронные носители информации, полученной или скопированной с других электронных носителей информации в ходе производства следственного действия.
В целях обеспечения безопасности потерпевшего, свидетеля, их родственников, представителей и близких лиц следователь/дознаватель вправе не приводить в протоколе данные об их личности. В этом случае выносится постановление, излагающее причины сохранения в тайне этих данных, указывается псевдоним участника следственного действия и приводится образец его подписи. Постановление помещается в опечатанный конверт, приобщаемый к уголовному делу.